# Сударикова, Татьяна
Татьяна Сударикова (род. 28 мая 1973) — российская и киргизская легкоатлетка, специалистка по метанию копья. Выступала за сборные СНГ, России и Кыргызстана по лёгкой атлетике в 1990-х годах, победительница и призёрка первенств национального значения, действующая рекордсменка Кыргызстана, участница летних Олимпийских игр в Сиднее.

## Биография
Татьяна Сударикова родилась 28 мая 1973 года.
Занималась лёгкой атлетикой в Санкт-Петербурге, представляла Вооружённые силы.
Впервые заявила о себе на международном уровне в сезоне 1992 года, когда вошла в состав сборной команды СНГ и выступила на юниорском мировом первенстве в Сеуле, где с результатом 51,90 метра заняла в программе метания копья итоговое 12-е место.
В 1994 году выиграла бронзовую медаль в метании копья на открытом зимнем чемпионате России по длинным метаниям в Адлере.
В конце 1990-х годов приняла киргизское гражданство и стала выступать за национальную сборную Кыргызстана. Так, в 2000 году на соревнованиях в Бишкеке установила поныне действующий национальный рекорд страны в метании копья — 57,28 метра, тогда как на чемпионате Азии в Джакарте была седьмой в метании копья и пятой в толкании ядра. Благодаря череде удачных выступлений удостоилась права защищать честь страны на летних Олимпийских играх в Сиднее — здесь в метании копья на предварительном квалификационном этапе показала результат 48,33 метра, чего оказалось недостаточно для выхода в финал.
Впоследствии в течение некоторого времени успешно выступала в Австралии, неоднократно принимала участие в мастерских соревнованиях по лёгкой атлетике.